# María Esther Buschiazzo
María Esther Buschiazzo (Buenos Aires 3 de septiembre de 1889- Buenos Aires, 24 de agosto de 1971) fue una actriz y profesora de teatro argentina.

## Carrera
Desde principios de siglo comenzó realizando obras de grandes autores argentinos como Florencio Sánchez. En 1912 debutó en cine en un film mudo dirigido por Mario Gallo llamado Tierra baja, donde además actuaron Pablo Podestá y Elías Alippi.
Gran actriz de reparto dramática, en 1937 actuó en su primer film sonoro donde interpretó a la madre de José Gola, y en 1938 acompañó a Paulina Singerman y Enrique Serrano en La rubia del camino y tuvo una breve aparición en la exitosa Mujeres que trabajan, con Mecha Ortiz, Niní Marshall, Alicia Barrié, Tito Lusiardo y Sabina Olmos. En 1940 actuó en el melodrama La casa del recuerdo, protagonizada por Libertad Lamarque. Su carrera estuvo relacionada con Luis Sandrini, destacándose la madre de La casa grande y Cuando los duendes cazan perdices; también se destacó en Gente bien, Fantasmas en Buenos Aires, Una luz en la ventana. 
En 1944 acompañó a Enrique Muiño en Su mejor alumno y en 1948 tuvo un pequeño papel en la exitosa película Pobre mi madre querida, con Hugo del Carril y Emma Gramatica. En Historia de crímenes se realizó una escena de su muerte con una gran veracidad y en 1951 interpretó a la madre de Enrique Santos Discépolo en El hincha. Con Tita Merello trabajó en Deshonra, de 1952, de Daniel Tinayre, y dirigida por este director compuso a una ama de llaves en La patota, de 1960, protagonizada por Mirtha Legrand. Además trabajó en televisión, radio y teatro.
En 1962 realiza su última intervención cinematográfica en Hombre de la esquina rosada, de René Mugica. En sus últimos años residió en la Casa del Teatro, luego falleció en 1971 en Buenos Aires. Estuvo casada con Juan Mangiante, con quien trabajó en teatro.

## Filmografía
- Hombre de la esquina rosada (1962)
- La patota (1960)
- Reportaje en el infierno (1959)
- Fantoche (1957)
- Cuando los duendes cazan perdices (1955)
- Los troperos (1953)
- Ellos nos hicieron así (1953)
- La casa grande (1953)
- Deshonra (1952)
- El pendiente (1951)
- El hincha (1951)
- Volver a la vida (1951)
- El puente (1950)
- Toscanito y los detectives (1950)
- Diez segundos (1949)
- La trampa (1949)
- La cuna vacía (1949)
- Mujeres que bailan (1949)
- Juan Globo (1949)
- El ídolo del tango (1949)
- Don Bildigerno en Pago Milagro (1948)
- El barco sale a las diez (1948)
- Pobre mi madre querida (1948)
- María de los Ángeles (1948)
- El cantor del pueblo (1948)
- Mirad los lirios del campo (1947)
- El misterio del cuarto amarillo (1947)
- El diablo andaba en los choclos (1946)
- Las seis suegras de Barba Azul (1945)
- El fin de la noche (1944)
- Su mejor alumno (1944)
- La piel de zapa (1943)
- El sillón y la gran duquesa (1943)
- La suerte llama tres veces (1943)
- Historia de crímenes (1942)
- El viaje (1942)
- Fantasmas en Buenos Aires (1942)
- Una luz en la ventana (1942)
- La maestrita de los obreros (1942)
- Historia de una noche (1941)
- El mejor papá del mundo (1941)
- La vida del gran Sarmiento (inconclusa - 1941)
- Héroes sin fama (1940)
- El astro del tango (1940)
- La casa del recuerdo (1939)
- ...Y mañana serán hombres (1939)
- Una mujer de la calle (1939)
- Gente bien (1939)
- Palabra de honor (1939)
- La intrusa (1939)
- El canillita y la dama (1938)
- La rubia del camino (1938)
- Dos amigos y un amor (1937)
- La vuelta de Rocha (1937)
- Fuera de la ley (1937)
- Tierra baja (1912)